# Artemis II
L'Artemis II és una missió del programa Artemis dirigida per la NASA. Constituirà el primer llançament tripulat des del complex de llançament 39B del Centre Espacial Kennedy des del STS-116 el 2006 i el segon vol que farà ús del sistema de llançament espacial (SLS). Serà també la primera missió tripulada de la nau espacial Orion en què quatre astronautes realitzaran un sobrevol de la Lluna i tornaran a la Terra, convertint-se en la primera tripulació a viatjar més enllà de l'òrbita terrestre baixa des de la missió de l'Apollo 17 el 1972.
Està programada per no abans de l'abril de 2026.

## Història
Originalment designada com a Exploration Mission-2 (EM-2), la missió tenia previst recollir mostres d'un asteroide capturat en òrbita lunar per la missió robòtica de redirecció d'asteroides: Asteroid Redirect Mission. Però la construcció del robot fou cancel·lada l'abril de 2017 i el nom de la missió fou canviat després de la seva introducció dins del programa Artemis.
Posteriorment, es va proposar una missió de 8 dies amb una tripulació de quatre astronautes, enviats en una trajectòria de retorn lliure al voltant de la Lluna.
Una altra proposta suggerida el 2017 va ser portar quatre astronautes a bord d'Orió en un viatge de 8 a 21 dies al voltant de la Lluna per lliurar el primer element de la Deep Space Gateway.
El març de 2018, es va decidir llançar el primer mòdul Gateway en un vehicle de llançament comercial.

Interpretació artística de la nau espacial Orion en òrbita lunar

D'aleshores ençà, la missió ha tingut diversos canvis de disseny i els endarreriments en la data prevista de llançament són una constant. No obstant, els plans d'enviar la missió continuen avançant i el 3 d'abril de 2023 es va anunciar quins seran els integrants de la tripulació.
Amb tot, al desembre de 2024, l'Administrador Nelson va anunciar que el llançament de la primera missió tripulada del programa Artemis es posposava a l'abril de 2026, a causa dels mesos de recerca en matèria d'enginyeria relacionats amb el sistema de suport vital i l'escut tèrmic de la nau.

## Tripulació

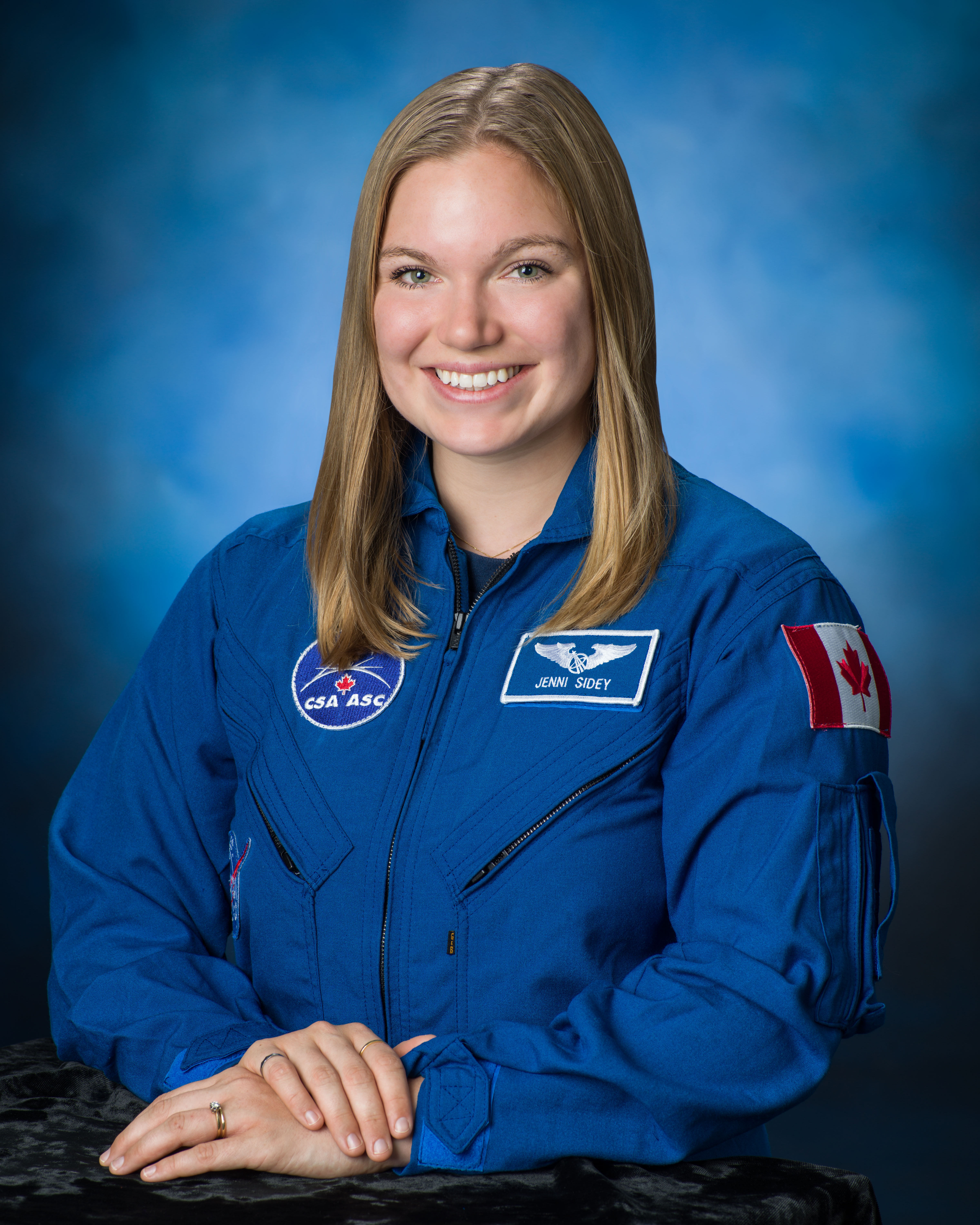
Jenni Sidey-Gibbons, fotografiada el 2017, és la substituta de Jeremy Hansen.

L'Artemis II estarà tripulat per quatre astronautes: el comandant Reid Wiseman, el pilot Victor J. Glover, l'especialista en càrrega útil Christina Koch i l'especialista de la missió Jeremy Hansen. Jenni Sidey-Gibbons s'unirà a la missió si Hansen no pot participar-hi.
La tripulació de l'Artemis II serà la primera missió interracial, multinacional i en què viatjarà una dona a la Lluna, més enllà de l'òrbita terrestre baixa. Glover serà el primer afroamericà. Hansen i Sidey-Gibbons han estat designats per l'Agència Espacial Canadenca per cobrir la plaça que els correspon d'acord amb el que s'estableix en un tractat de 2020 signat entre els Estats Units i el Canadà. Per tant, per primera vegada, almenys hi haurà un astronauta no estatunidenc en una missió tripulada a la Lluna. D'altra banda, Christina Koch es convertirà en la primera dona en viatjar a la Lluna.

## Missió
El pla de la missió Artemis II és enviar quatre astronautes a bord de la primera nau espacial Orion MPCV a la Lluna. Farà ús de la variant Bloc 1 del sistema de llançament espacial. En primer lloc, la nau serà enviada a una òrbita terrestre alta amb un període d'estada allí d'aproximadament 24 hores. Durant aquest temps, la tripulació realitzarà diverses comprovacions dels sistemes de suport vital de la nau espacial, així com una demostració de trobada a l'espai i operacions de proximitat que utilitzaran l'etapa de propulsió criogènica provisional (ICPS) com a objectiu. Posteriorment, quan Orion torni a arribar al perigeu, dispararà el seu motor principal per completar la maniobra que l'enviarà a una trajectòria lunar de retorn lliure, abans de tornar a la Terra.

### Comunicacions òptiques
Artemis II provarà i demostrarà les comunicacions òptiques cap a i des de la Terra mitjançant el sistema de comunicacions òptiques Orion Artemis II (O2O). El dispositiu de prova enviarà dades a la Terra amb una velocitat d'enllaç descendent de fins a 260 megabits per segon.